# Couperin Bay
Die Couperin Bay ist eine Bucht an der Südküste der Beethoven-Halbinsel auf der westantarktischen Alexander-I.-Insel. Sie liegt zwischen dem Perce Point und dem Berlioz Point.
Der britische Geograph Derek Searle vom Falkland Islands Dependencies Survey kartierte die Bucht 1960 anhand von Luftaufnahmen, die bei der Ronne Antarctic Research Expedition (1947–1948) entstanden sind. Das UK Antarctic Place-Names Committee benannte sie 1977 nach dem französischen Komponisten François Couperin (1688–1733).